# (1118) Hanskya
Hanskya es el asteroide número 1118 perteneciente al cinturón de asteroides. Fue descubierto por los astrónomos Serguéi Ivánovich Beliavski y Nikolái Ivánov desde el observatorio de Simeiz en Crimea, el 29 de agosto de 1927. Su designación alternativa es 1927 QD.
Está nombrado en honor de Alekséi Pávlovich Hanski (1870-1908), astrónomo ruso.